# Аркино (село, Брянская область)
Аркино (историческое название Аркинь) — село в Комаричском районе Брянской области России. Административный центр Аркинского сельского поселения.

## География
Расположено в 14 км к северо-западу от Комаричей на ручье Ивановка при впадении в него ручья Воробейня.

## История
Упоминается с начала XVII века в составе Брасовского стана Комарицкой волости как село Аркинь с Никитским храмом. В XVIII веке — владение Апраксиных. По данным 3-й ревизии 1763 года в селе проживало 384 человека (186 мужского пола и 198 женского); по данным 4-й ревизии 1782 года — 409 человек (199 мужского пола и 210 женского).
В 1853 году в Аркини было 57 дворов, проживало 658 человек (340 мужского пола и 318 женского). С 1861 года по 1880-е годы село входило в состав Лубошевской волости Севского уезда. В 1866 году в Аркини было 78 дворов, проживало 844 человека (405 мужского пола и 439 женского), действовал православный храм и винокуренный завод.
В 1877 году в селе было 130 дворов, проживало 764 человека, действовал православный храм и лавка.
В 1897 году в Аркини проживало 1315 человек (609 мужского пола и 706 женского); всё население исповедовало православие.
В 1926 году в селе было 285 дворов, проживало 1493 человека (686 мужского пола и 807 женского), действовала школа 1-й ступени. В то время Аркино было административным центром Аркинского сельсовета Комаричской волости Севского уезда. С 1929 года в составе Комаричского района. В 1937 году в селе был 331 двор.

## Население
| Годы      | 1866 | 1877 | 1897 | 1926 | 1981 | 2002 |
| --------- | ---- | ---- | ---- | ---- | ---- | ---- |
| Население | 844  | 764  | 1315 | 1493 | 470  | 515  |

| 1979 | 2010 | 2013 |
| ---- | ---- | ---- |
| 470  | ↗473 | ↘472 |

## Никитский храм
Православный храм, освящённый в честь Святого великомученика Никиты, упоминается в Аркино с начала XVII века. Последнее деревянное здание храма было построено в 1801 году. В 1866 году в приход Никитского храма из прихода Успенского храма села Радогощь была передана деревня Бабинец. По данным 1905 года в приходе числилось 912 душ мужского пола, церковной земли было 40 десятин, причт состоял из двух человек: священника и псаломщика. Казённое жалование причта составляло 400 рублей в год, братских доходов было 413 рублей в год.
Церковь действовала до 1943 года. Не сохранилась.
Священниками храма в разное время были: Ипатий Фёдоров (?—1721), Михаил Ипатьев (1722—?), Василий Говоров (1868—?), Николай Полянский (1885—?), Владимир Каришев (?—1905), Василий Смирнов (1905—1906), Дмитрий Случевский (1906—?) и другие.